# 中正路 (中壢區)
24°57′38″N 121°12′33″E / 24.9604705°N 121.2092561°E
中正路為臺灣桃園市中壢區及觀音區之重要道路之一，全線分為中正路和中正路二、三、四段。由東至中和路，至西止於忠愛路愛一巷與忠愛路一段銜接。三民路一段以西路段為市道112號的一部分。

## 沿線行政區域
- 桃園市
  - 中壢區

## 分段
- 中正路：中和路至洽溪
- 中正路二段：洽溪至桃園大圳
- 中正路三段：桃園大圳至崇德路
- 中正路四段：崇德路至忠愛路愛一巷

## 車道配置
- 中和路－明德南路：
  - 雙向各二車道
- 明德南路－志廣路：
  - 雙向各一車道
- 志廣路－忠愛路愛一巷：
  - 雙向各二車道

## 主要結點
(由東至西)
- 中和路
- 延平路
- 大同路
- 中豐路與中原路
- 義民路一段
- 明德路、明德南路與民族路
- 中山路
- 志廣路
- 環西路二段
- 志廣路與三民路一段
- 高鐵南路三段和四段
- 月眉路一段
- 山東路
- 福山路一段

## 沿線設施
(由東至西)
- 中壢火車站(中和路139號)
- 麥當勞中壢中正門市(51號1樓)[1]
- 彰化商業銀行中壢分行(95號1樓)[2]
- 臺灣銀行中壢分行(延平路580號)[3]
- 肯德基中壢中正店(161號)[4]
- 桃園市中壢區第一公有零售市場(170號)[5]
- 華南銀行壢昌分行(175號)[6]
- 臺灣銀行新明分行(新明路7號)[7]
- 桃園市立新明國民中學(487巷18號)[8]